# فرانسیسکو اس. کارواخال
فرانسیسکو اس. کارواخال (انگلیسی: Francisco S. Carvajal؛ زاده ۹ دسامبر ۱۸۷۰ – درگذشته ۳۰ سپتامبر ۱۹۳۲) سیاستمدار، دیپلمات، قاضی، و وکیل اهل مکزیک بود. وی از ۱۵ ژوئیه ۱۹۱۴ تا ۱۳ اوت ۱۹۱۴ رئیس‌جمهور این کشور بود.
فرانسیسکو کارواخال در ۳۰ سپتامبر ۱۹۳۲، در سن ۶۱ سالگی درگذشت.